# Germán Becker Baechler
Germán Becker Bäechler (Lautaro, 25 de febrero de 1915-Santiago, 18 de noviembre de 1994) fue un empresario y político chileno de ascendencia alemana.
Se desempeñó como alcalde de la comuna de Temuco entre 1963 y 1972, además de un segundo período en 1973-1983 y, diputado representando a la entonces provincia de Cautín.

## Primeros años de vida
Nació en Lautaro, el 25 de febrero de 1915; siendo hijo de Oscar Enrique Becker Becker y Augusta Bäechler Dickmann, descendientes de colonos alemanes. Realizó sus estudios básicos y secundarios en el Colegio Alemán de Santiago. Posteriormente ingresó a la Escuela de Derecho de la Universidad de Chile, la cual tuvo que abandonar por una enfermedad de su padre, quién posteriormente falleció.

## Matrimonio e hijos
El 8 de mayo de 1954 se casó en Temuco con María Antonieta Alvear Campos y con quien tuvo siete hijos, entre los cuales esta Germán Becker Alvear exdiputado de la república y Miguel Becker Alvear exalcalde de Temuco.

## Vida laboral
Se dedica entonces a las actividades agrícola y comercial, a los 27 años era socio y gerente de un molino adquirido en Lautaro (Grob y Cía.) y lo eligen como presidente de la Asociación de Molineros de la Zona Sur del país, también fue presidente de la Distribuidora de Autos Cautín y director de la Inmobiliaria Temuco S.A.; en el rubro agrícola también explotó el fundo La Selva en Cautín, dedicado a siembras y ganadería.

## Vida política
Inició sus actividades públicas y políticas cuando ingresó al Partido Radical.
En 1962 fue elegido alcalde de Temuco, siendo reelegido en 1967. Su labor edilicia se materializó en una significativa cantidad de construcciones viales, urbanísticas y de viviendas, que mejoraron considerablemente la calidad de vida de la población. Una de las obras más emblemáticas fue la construcción del Estadio Municipal Germán Becker, el que fue levantado por iniciativa del propio alcalde, construido por los trabajadores municipales y parte de la población penal de la Cárcel de Temuco y con la ayuda de una constructora que fue pilar para la entrega rápida del recinto, los trabajos comenzaron el 15 de marzo de 1964, siendo el estadio diseñado por Enrique Estévez, arquitecto de la Universidad de Chile.
En las elecciones parlamentarias de 1973 fue elegido diputado por la 21.ª agrupación departamental de Temuco, Lautaro, Imperial, Pitrufquén y Villarrica para el XLVII periodo legislativo, integró la Comisión Permanente de Agricultura y Colonización. El golpe militar del 11 de septiembre de 1973 puso término anticipado al período. El Decreto-Ley 27, dictado el 21 de septiembre de ese año, disolvió el Congreso Nacional y declaró cesadas las funciones parlamentarias a contar de la fecha.
Durante la dictadura militar, es designado como alcalde de Temuco, ocupando el cargo durante varios años. El 4 de febrero de 1988 el Consejo de Desarrollo Comunal de Temuco, designado por el gobierno autoritario, lo distinguió con el grado de Hijo Ilustre; distinción que le fue entregada el 24 de febrero del mismo año.
En 1993 fue nombrado Hijo Benemérito de Lautaro, su ciudad natal y ese mismo año por acuerdo del Consejo Comunal de Temuco, siendo alcalde Rene Saffirio, se le colocó al Estadio Municipal su nombre, Germán Becker. Fue presidente del Club de Deportes Temuco; miembro del Club Social, del Centro Español y del Club Aéreo de Temuco, al que pertenecía como piloto civil. En 1946 participó en las Brevet.
Murió en Santiago, el 18 de noviembre de 1994.

## Historial electoral

### Elecciones parlamentarias de 1973
- Elecciones parlamentarias de 1973 para la provincia de Cautín[1]